# Linia kolejowa nr 512
Linia kolejowa nr 512 – niezelektryfikowana, jednotorowa linia kolejowa łącząca stację Pruszków ze stacją Komorów. Linia stanowi łącznicę technologiczną linii WKD (linia kolejowa nr 47) z siecią kolejową zarządzaną przez PKP PLK (linia kolejowa nr 447).
Linia była pierwotnie wykorzystywana poza potrzebami WKD do transportowania materiałów dla pruszkowskich zakładów, między innymi zakładu ceramicznego Porcelit.